# 미니애폴리스의 기적
미니애폴리스의 기적(미네소타 미라클, 미니애폴리스 미라클이라고도 함)은 2018년 1월 14일 미네소타주 미니애폴리스의 U.S. 뱅크 스타디움에서 열린 미네소타 바이킹스와 뉴올리언스 세인츠 간의 내셔널 풋볼 컨퍼런스(NFC) 디비전 플레이오프 경기의 마지막 플레이이다. 이 게임은 내셔널 풋볼 리그(NFL) 2017-18 플레이오프의 일부로, 역사상 두 팀 간의 네 번째 플레이 오프 게임이었다.
세인츠는 전반전 17-0의 열세를 극복하고 경기가 25초가 남아있는 상태에서 24-23으로 이기고 있었다. 게임의 마지막 플레이에서 바이킹스 쿼터백 케이스 키넘은 와이드 리시버 스테폰 딕스에게 27야드 패스를 던졌다. 세인츠의 세이프티 마커스 윌리엄스는 태클을 실패했고 딕스는 엔드 존으로 달려갔다. 이 게임은 NFL 플레이오프 역사상 처음으로 터치다운으로 시간이 만료되면서 종료된 게임이 되었다.
이 경기에 대한 여파로 키넘과 딕스는 게임 승리 점수에 대한 노력으로 찬사를 받았으나 윌리엄스는 태클을 놓친 것에 대해 비판을 받았다. 이 경기는 "미니애폴리스 미라클"으로 묘사되었고, 이 묘사가 인터넷과 주류 매체에 널리 퍼지며 경기 자체에 대한 인기 있는 명칭이 되었다. 이 경기는 여러 연말 상을 수상했으며 NFL의 규칙 변경을 촉발했다.